# Kate Bosworth
Catherine Ann Bosworth, nota come Kate Bosworth (Los Angeles, 2 gennaio 1983), è un'attrice statunitense.

## Biografia

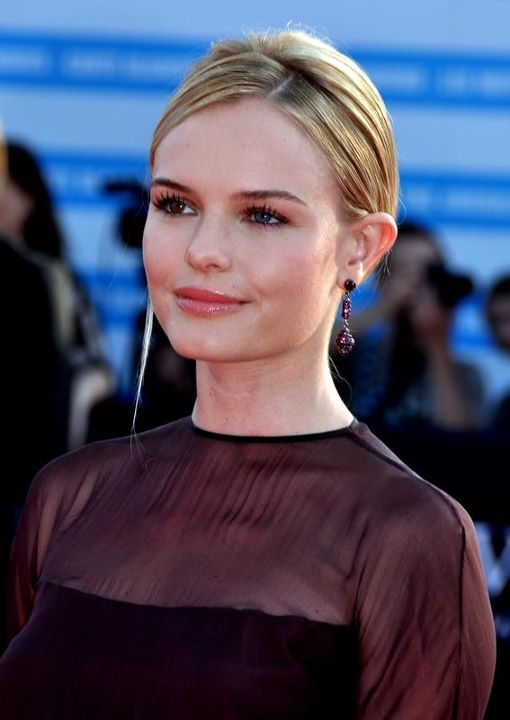
Kate Bosworth nel 2011

Nata a Los Angeles da Hal Bosworth e Patricia Potter, nasce eterocromatica avendo gli occhi di colori differenti, il sinistro blu e il destro marrone. All'età di sei anni assieme alla famiglia si trasferisce a San Francisco. Pratica equitazione a livello competitivo. Nel 1997 partecipa ad alcuni episodi di Settimo cielo e debutta sul grande schermo nel 1998, all'età di quindici anni, nel film L'uomo che sussurrava ai cavalli, ruolo ottenuto anche grazie alle sue doti di cavallerizza, richieste dalla produzione.
Nel 2000 viene accettata all'Università di Princeton, ma ne viene in seguito estromessa date le troppe assenze causate dagli impegni lavorativi. Nel 2002 prende parte al film Le regole dell'attrazione, e successivamente è al fianco di Val Kilmer in Wonderland, incentrato su un caso di cronaca nera che vide implicato il leggendario pornodivo John Holmes. Dopo essere stata presa in considerazione per la parte della prostituta Gail in Sin City, parte poi assegnata a Rosario Dawson, nel 2004 interpreta Sandra Dee in Beyond the Sea, per la regia di Kevin Spacey, ma è del 2006 il ruolo che le regala più popolarità, infatti interpreta Lois Lane in Superman Returns, di Bryan Singer.
Nel 2008 recita al fianco di Jim Sturgess e Kevin Spacey in 21, il film segna la sua terza collaborazione con Spacey: da lui è stata diretta in Beyond the Sea, e con lui ha recitato nei film Superman Returns. Nel 2008 era stata presa in considerazione per il ruolo di Veronika in Veronika Decides to Die, adattamento cinematografico del romanzo di Paulo Coelho Veronika decide di morire, ma la parte in seguito è stata assegnata a Sarah Michelle Gellar.

## Vita privata
Il 31 agosto 2013 si sposa con il regista Michael Polish, suo compagno dal 2011, con una cerimonia in un ranch a Philipsburg, nel Montana. I due hanno deciso di separarsi ad agosto del 2021.
Dal gennaio del 2022 è legata al collega Justin Long. I due sono sposati dal 2023.

## Filmografia

### Cinema
- L'uomo che sussurrava ai cavalli (The Horse Whisperer), regia di Robert Redford (1998)
- Il sapore della vittoria (Remember the Titans), regia di Boaz Yakin (2001)
- Blue Crush, regia di John Stockwell (2002)
- Le regole dell'attrazione (The Rules of Attraction), regia di Roger Avary (2002)
- Wonderland (Wonderland), regia di James Cox (2003)
- Appuntamento da sogno! (Win a Date with Tad Hamilton!), regia di Robert Luketic (2004)
- Beyond the Sea, regia di Kevin Spacey (2004)
- Parole d'amore (Bee Season), regia di Scott McGehee e David Siegel (2005)
- Superman Returns, regia di Bryan Singer (2006)
- The Girl in the Park, regia di David Auburn (2007)
- 21, regia di Robert Luketic (2008)
- The Warrior's Way, regia di Sngmoo Lee (2010)
- Così è la vita (Life Happens), regia di Kat Coiro (2011)
- Straw Dogs, regia di Rod Lurie (2011)
- Another Happy Day, regia di Sam Levinson (2011)
- Black Rock, regia di Katie Aselton (2012)
- Comic Movie (Movie 43), registi vari (2013)
- Big Sur, regia di Michael Polish (2013)
- Homefront, regia di Gary Fleder (2013)
- Still Alice, regia di Richard Glatzer e Wash Westmoreland (2014)
- Amnesiac, regia di Michael Polish (2015)
- Bus 657 (Heist), regia di Scott Mann (2015)
- 90 minuti in paradiso (90 Minutes in Heaven), regia di Michael Polish (2015)
- Life on the Line, regia di David Hackl (2015)
- Somnia (Before I Wake), regia di Mike Flanagan (2016)
- The Domestics, regia di Mike P. Nelson (2018)
- The Devil Has a Name, regia di Edward James Olmos (2019)
- La forza della natura (Force of Nature), regia di Michael Polish (2020)
- The Enforcer, regia di Richard Hughes (2022)
- Barbarian, regia di Zach Cregger (2022)
- House of Darkness, regia di Neil LaBute (2022)

### Televisione
- Young Americans – serie TV, 8 episodi (2000)
- The Art of More – serie TV, 20 episodi (2015-2016)
- SS-GB – serie TV, 5 episodi (2017)
- The Long Road Home – miniserie TV, 3 episodi (2017)
- The I-Land – miniserie TV, 7 episodi (2019)
- La giustiziera senza nome (Bring on the Dancing Horses) – miniserie TV, 9 puntate (2022)

## Doppiatrici italiane
Nelle versioni in italiano delle opere in cui ha recitato, Kate Bosworth è stata doppiata da:
- Chiara Gioncardi in Another Happy Day, Homefront, The Domestics, La forza della natura
- Laura Lenghi in Superman Returns, The Warrior's Way, Ti giro intorno
- Valentina Mari in Parole d'amore, Still Alice, La giustiziera senza nome
- Connie Bismuto in Wonderland - Massacro a Hollywood, Somnia
- Federica De Bortoli in Appuntamento da sogno!
- Emanuela Damasio in Comic Movie
- Ilaria Stagni in Straw Dogs
- Francesca Fiorentini in 21
- Deborah Ciccorelli in Beyond the Sea
- Benedetta Degli Innocenti in The Art of More
- Debora Magnaghi in Blue Crush
- Giulia Franceschetti in The I-Land
- Francesca Manicone in Bus 657